# Glenn Helder
Glenn Helder (* 28. Oktober 1968 in Leiden) ist ein ehemaliger
niederländischer Fußballspieler.

## Karriere
Helder kam aus der Jugendabteilung von Ajax Amsterdam und wechselte 1989 zu Sparta Rotterdam, wo er 93 Spiele absolvierte und erzielte dabei neun Tore schoss. 1993 wechselte er zu Vitesse Arnheim, in 52 Spielen erzielte er für diesen Verein 12 Tore.
Helder wechselte am 14. Februar 1995 zum FC Arsenal und debütierte beim 1:0-Heimsieg gegen Nottingham Forest am 21. Februar. Helder blieb bis Oktober 1997 bei Arsenal. Ende 1996, kurz nach der Ernennung von Arsène Wenger als Trainer, verlieh ihn Arsenal an Benfica Lissabon, wo er  eine schwere Verletzung erlitt. Danach wurde er im Sommer 1997 von Marc Overmars ersetzt.
Für die niederländische Nationalmannschaft stand er viermal auf dem Platz.